# Farol de Tŵr Mawr
O farol de Tŵr Mawr (que significa "grande torre" em galês), em Ynys Llanddwyn, em Anglesey, País de Gales, marca a entrada ocidental para o Estreito de Menai.

## História
A torre de 1873 é afinada em um estilo característico dos moinhos de vento de Anglesey. Tem 10 metros de altura e 5,5 metros de diâmetro. Pode ter sido construída por um pedreiro usando pedra de Anglesey, e é possível que a própria torre tenha sido originalmente usada como um moinho de vento.
A porta nordeste é ladeada por pequenas janelas, e os dois andares acima também têm pequenas janelas, mas o topo não. O teto cônico é inclinado e tem um mastro de bandeira. A janela da lanterna atual é de cerca de 1,98 m por 0,61 m. O refletor óptico banhado a prata e a lente Fresnel são datados de 1861 e foram usados até a década de 1970. A lanterna foi originalmente iluminada por seis lâmpadas Argand com refletores.
Uma torre menor e cônica, com um topo abobadado, está localizada a sudeste, e pode ser uma estrutura anterior. As paredes têm 2,03 m de raio e 0,91 m de espessura, com uma porta para o noroeste, e mostram sinais de rachaduras para as paredes cheias de escombros no oeste. O cockpit ao lado é um museu de história marítima local.
Nenhuma das torres é mostrada na carta de Lewis Morris, datada de 1800, mas ambas aparecem no mapa de 1818 polegadas/milha do Ordnance Survey 1823-2. Ambos provavelmente se originaram como marcadores não iluminados. As casas de campo nas proximidades foram usadas como oficinas de artesanato, e a comunidade local aqui já serviu barcos-piloto e botes salva-vidas.